# Баскська кухня

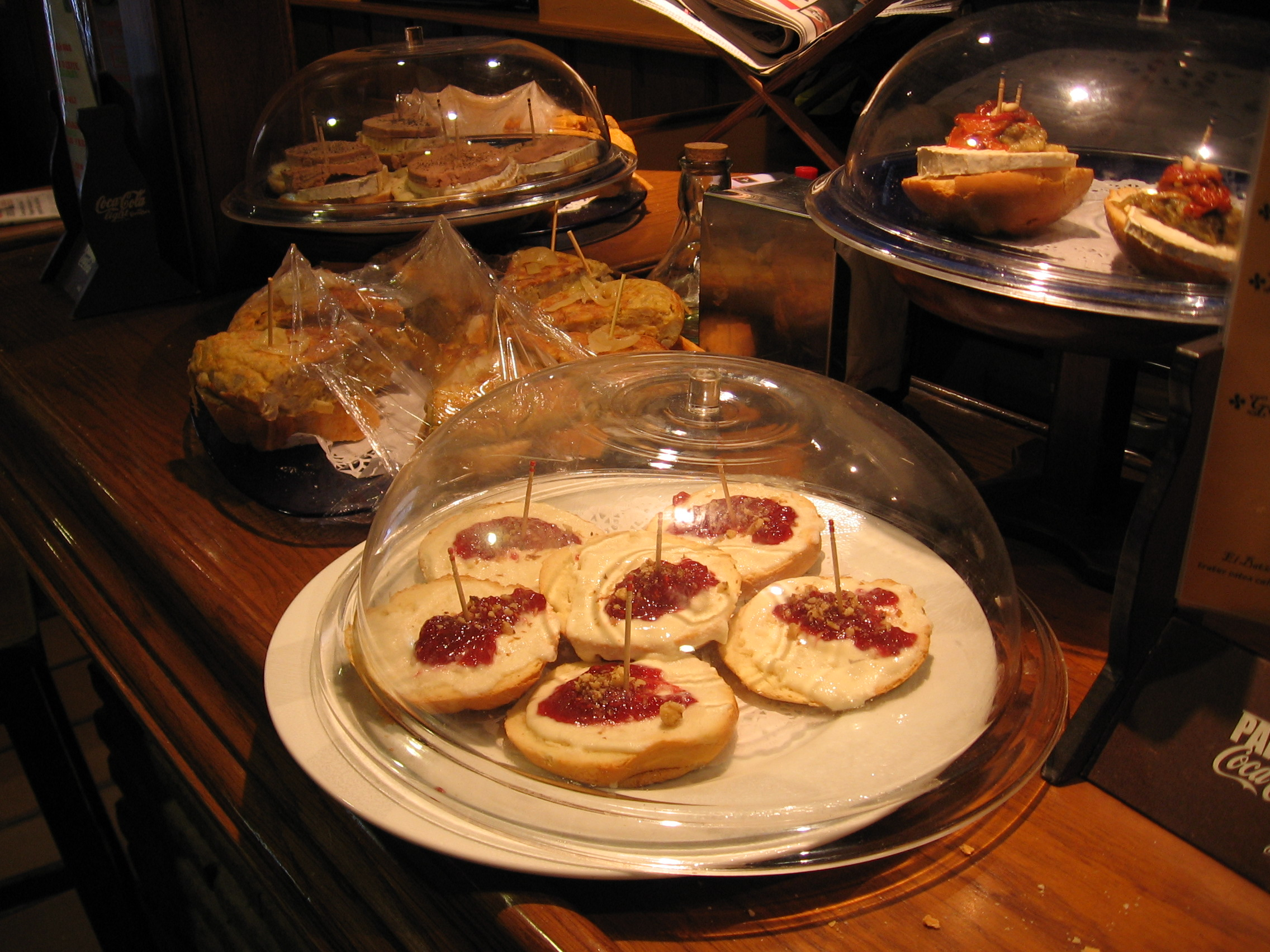
Вибір пінчос в Алаві

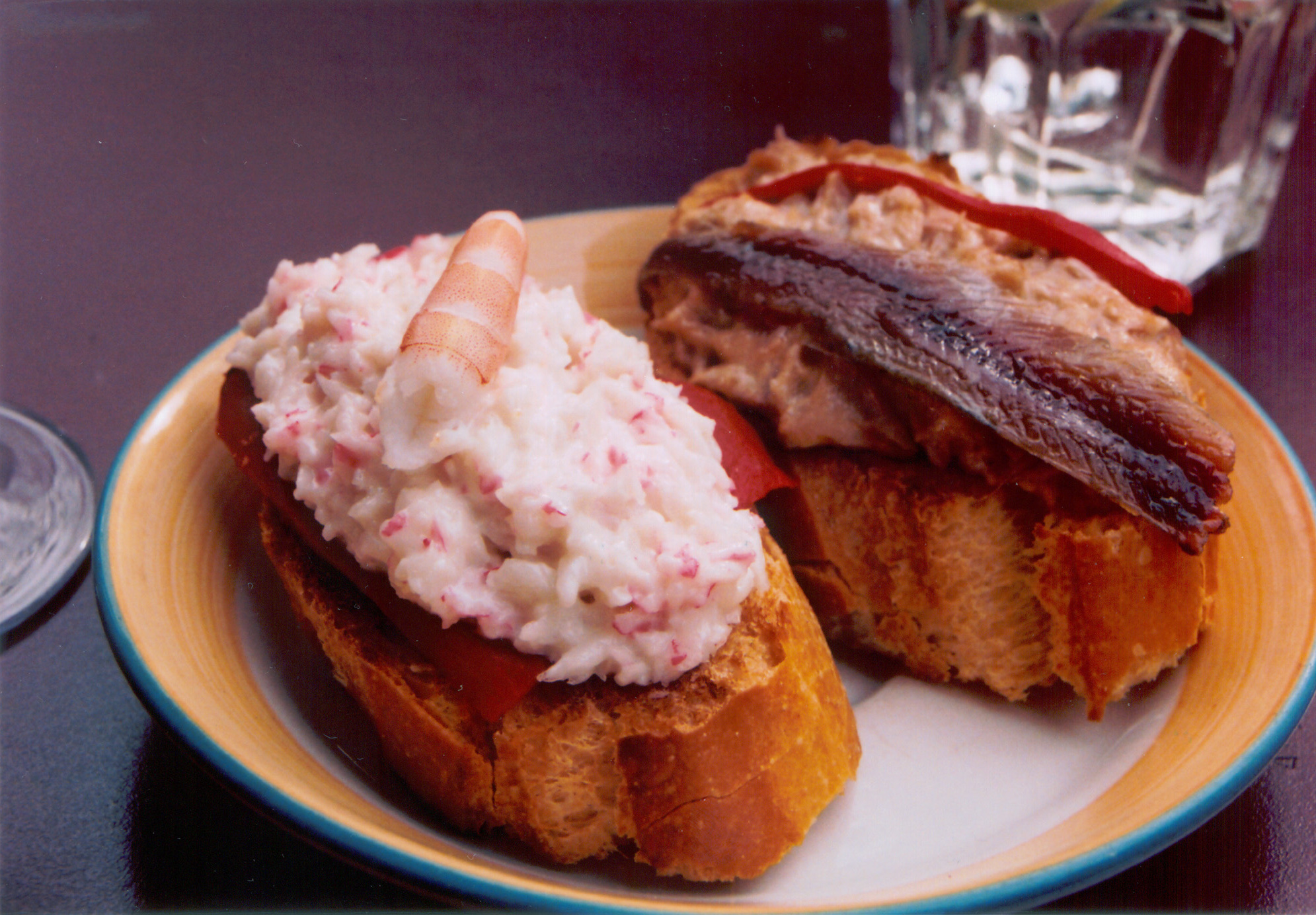
Традиційні пінчос

Баскська кухня — регіональна кухня Країни Басків, що поєднує в собі традиції іспанської та французької кухонь.

## Огляд
Великий вплив на розвиток кулінарних традицій справила близькість до моря: основу Баскської кухні складають страви з риби та морепродуктів. Яловичина вживається в їжу частіше, ніж свинина, при цьому в основному у вигляді приготованих на грилі стейків з кров'ю або середнього прожарювання. Також популярне куряче м'ясо; в деяких м'ясних крамницях пропонують конину.
Особливістю Баскської кухні є також помірне вживання зелені та приправ, що однак не означає, що Баскські страви є позбавленими смаку. Замість цього баски приділяють велику увагу власному смаку продуктів і стежать за якістю і свіжістю продуктів.
Кулінарія має велике значення для басків, багато з Баскських кухарів відомі в усьому світі. Останнім часом нарівні з традиційною стала популярна «нова Баскська кухня», що розвинулася за подобою «нової французької кухні».

## Прийом їжі
Традиції прийому їжі такі ж, як і в інших регіонах Іспанії. У провінції Гіпускоа прийом їжі відбувається приблизно на годину раніше, ніж в інших регіонах.

## Продукти
Деякі з продуктів, що вирощуються або виробляються на території Країни Басків користуються особливим попитом зокрема для приготування страв регіональної кухні:
- Alubias de Tolosa — чорні боби з Толоси
- Chorizo de Orozko — чоризо з Ороско
- Сир Ідіасабаль з козячого молока
- Pimientos de Gernika — зелені перці з Герніки
- Txakoli (чаколі) — сухе біле вино з Гетарії
- Izarra — трав'яний лікер із Байонни
- Вино ріоха з Алави

## Страви Баскської кухні

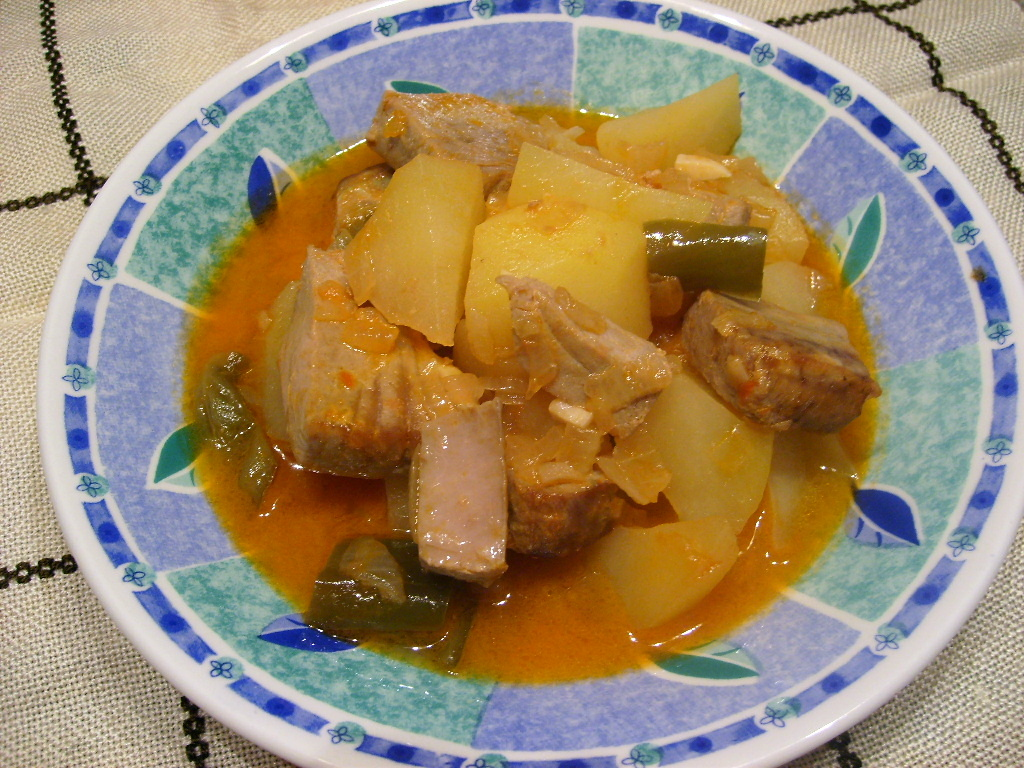
мармітако

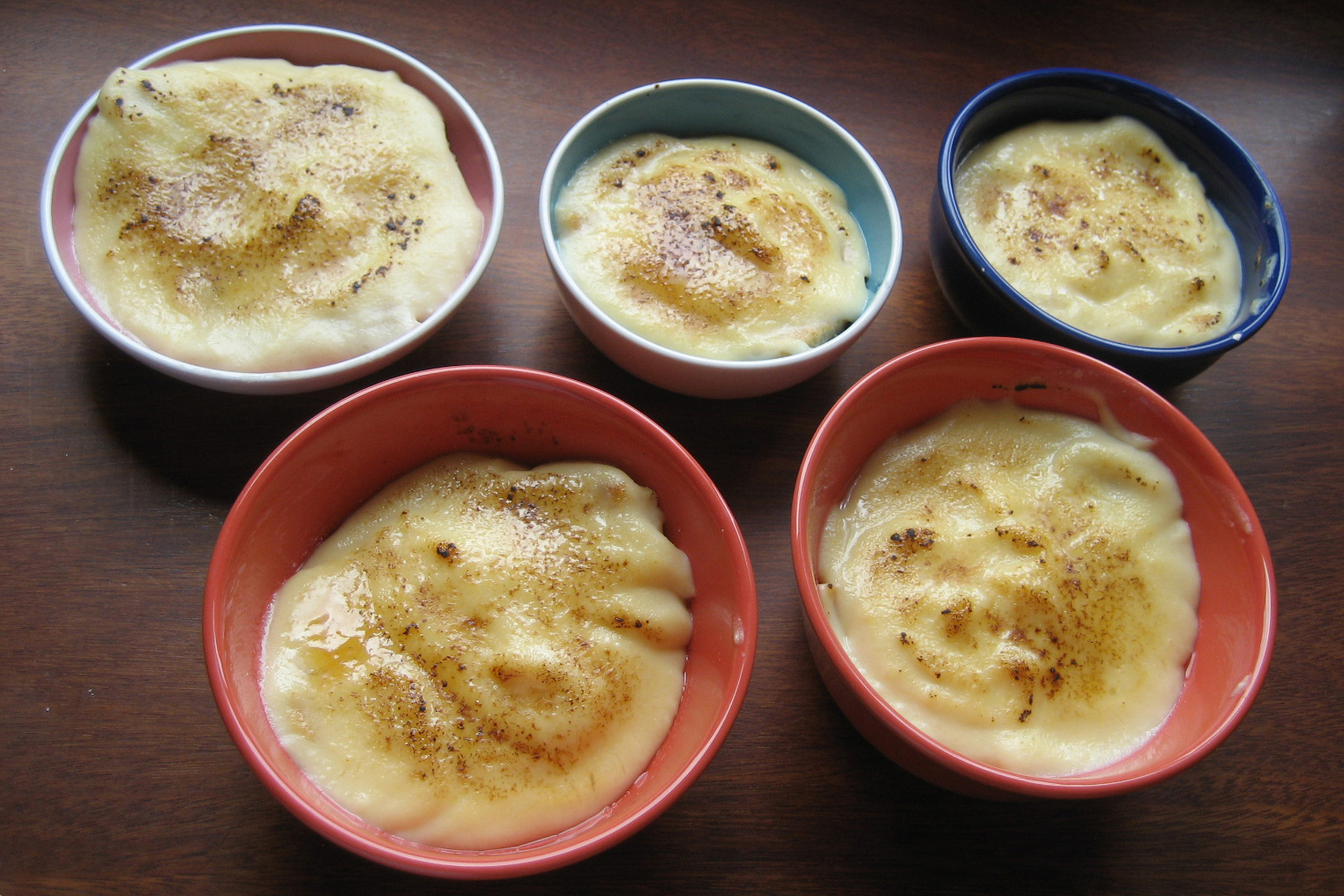
Гошуа

- Angulas — шматочки вугра, обсмажені з перцем чилі та часником
- Bacalao al Pil-Pil — тріска в желеподібному соусі з власного соку
- Bacalao a la Vizcaina — тріска в соусі з паприкою
- Caracolillos або Karakelas — морські равлики
- Chipirones en su Tinta — каракатиця в «чорнильному» соусі
- Chorizo a la Sidra — чоризо (свиняча ковбаса з додаванням червоного перцю), зварена в сидрі
- Chuletón de Vaca — відбивна з яловичини
- Cuajada (куахада) — десерт із козячого молока
- Goxua (гошуа) — солодкий десерт із пудинга, тіста, вершків та карамелі
- Marmitako (мармітако) — юшка з тунця та картоплі
- Merluza en Salsa Verde- тріска в зеленому соусі з горошку та петрушки
- Pastel Vasco (фр. Gateau Basque) — пиріг із пісочного тіста з кремовою начинкою (поширений на французькій частині Країни Басків)
- пінчос — невеликі закуски, різновид тапас
- Piperrada (піпераде) — овочева страва з солодкого перцю та цибулі
- Pisto (пісто) — овочева страва з баклажанів, кабачків, цибулі та томатів
- Porrusalda — юшка з картоплі і цибулі-порею
- Rape al Horno, Chicharro al Horno або Besugo al Horno — риба, засмажена у печі

## Традиції та особливості

### Кулінарні спільноти
У Країні Басків існують кулінарні спільноти Sociedades Gastronómicas, у які, за традицією, беруть лише чоловіків. У співтовариства є власне приміщення, де члени спільноти збираються для спільного готування і святкувань. Спільноти трапляються повсюдно в Країні Басків, найбільш — у провінції Гіпускоа, в одному лише Сан-Себастьяні існують близько 150, найстаріші з яких — з XIX ст.. У Біскайї подібні співтовариства називаються чокос (txokos).